# Steve Perrin
Stephen Herbert Perrin (Estados Unidos, 22 de enero de 1946-13 de agosto de 2021), más conocido como Steve Perrin, fue un redactor técnico y diseñador de juegos de rol y de videojuegos estadounidense.

## Biografía
Después de obtener un Bachelor of Arts en la Universidad Estatal de San Francisco Perrin descubrió el juego de rol Dungeons & Dragons cuando éste era publicado por primera vez en 1974. En aquella época Perrin era un miembro activo de la Society for Creative Anachronism («Sociedad para el Anacronismo Creativo», una asociación de apasionados dedicada a la recreación histórica de la Edad Media) y Dungeons & Dragons le entusiasmó tanto que en 1975 Clint Bigglestone y Adrienne Martine (compañeros suyos de la Society for Creative Anachronism) solicitaron su ayuda para preparar unas jornadas abiertas al público y exclusivamente dedicadas a ese juego, las DunDraCon (DUNgeons & DRAgons CONventions). Finalmente, tras superar varias dificultades durante los preparativos, las DunDraCon fueron celebradas por primera vez en marzo de 1976 en el hotel Clermont de San Ramón, donde han seguido celebrándose cada año hasta la actualidad. Fue en esas primeras DunDraCon de 1976 donde Perrin presentó por primera vez al público una serie de reglas escritas por él mismo, su primera creación en el campo de los juegos de rol. Perrin había escrito estas reglas, conocidas como The Perrin Conventions («las reglas de Perrin»), para perfeccionar el sistema de juego de Dungeons & Dragons, aunque como él mismo lo reconoció podían aplicarse a casi cualquier otro juego de rol.
En el mismo año en que se celebraban las primeras DunDraCon, 1976, Perrin y algunos amigos suyos de la Society for Creative Anachronism (Clint Bigglestone, Steve Henderson y Warren James) fueron invitados a una fiesta que el escritor de ciencia ficción Paul Zimmer ofrecía en su propia casa, a la que Zimmer llamaba «Greyhaven». En esa fiesta Bigglestone reconoció a Greg Stafford, que venía de fundar la editorial Chaosium para la publicación de su juego de tablero White Bear and Red Moon, ambientado en su propio universo de ficción, Glorantha. Bigglestone hizo entonces las presentaciones entre Stafford y sus compañeros Perrin, Henderson y James. De ese encuentro con Stafford surgieron las dos primeras obras que Chaosium publicó de Steve Perrin: el primer volumen de All the Worlds' Monsters (en 1977) y el juego de rol RuneQuest (en 1978). All the Worlds' Monsters («todos los monstruos del mundo») fue una serie de suplementos escritos conjuntamente por Perrin y Jeff Pimper y que compendiaban los monstruos y criaturas inventados para Dungeons & Dragons por diferentes directores de juego de todos los Estados Unidos. Chaosium publicó el segundo volumen en 1978 y el tercero en 1980. En el segundo volumen, además, fue incluida la primera publicación de The Perrin Conventions. Mientras que había sido Perrin mismo quien había pedido a Stafford que Chaosium publicase All the Worlds' Monsters la creación de RuneQuest fue una idea original de Stafford, quien tenía la intención de publicar un juego de rol ambientado en Glorantha pero que no estuviese basado en las reglas de Dungeons & Dragons. Stafford hizo entonces que Perrin encontrase a Ray Turney, con quien estaba entonces intentando crear el juego, aunque no sin ciertas dificultades.
Con la llegada de Perrin en 1977 el proceso de creación del juego de rol de Glorantha fue acelerándose hasta que su primera edición fue publicada en 1978. Los aportes de Perrin al juego fueron varios, empezando por el título (RuneQuest) que Perrin había ideado basándose en un artículo que Stafford había publicado en la revista Wyrm's Footnotes y en el que describía la importancia de las runas en el mundo de White Bear and Red Moon. También las Perrin Conventions fueron parcialmente añadidas a RuneQuest, pero seguramente el aporte más importante de Perrin fueron las reglas de combate cuerpo a cuerpo, con la división de los asaltos de combate en momentos de reacción, para mayor detalle y realismo, realismo al que Perrin aspiraba por ser miembro de la Society for Creative Anachronism y por haber tenido la ocasión de participar en las reconstituciones históricas de los torneos y combates de la Edad Media. Otro de los aspectos innovadores de RuneQuest fue el uso de un dado de cien como dado porcentual para resolver las acciones de los jugadores. Este sistema, del que Perrin no había sido el único autor, pues Turney y Stafford ya estaban trabajando en esa idea cuando Perrin se unió al proyecto, se hizo muy popular y Chaosium lo publicó en un libreto incluido en ediciones de RuneQuest posteriores a 1980 bajo el título de Basic Role-Playing. A lo largo de los años 80 Basic Role-Playing fue utilizado por Chaosium en la mayor parte de sus juegos de rol. A partir de 1980 Stafford pidió a Perrin que hiciese parte integrante de la plantilla de diseñadores de juegos de Chaosium. Perrin aceptó y trabajó para Chaosium hasta febrero de 1985. A lo largo de ese período Perrin fue coautor de juegos como Stormbringer (1981), Worlds of Wonder (1982), Superworld (1983) o ElfQuest (1984) y aportó contribuciones a juegos como La llamada de Cthulhu o Thieves' World (ambos de 1981, aunque en el caso de La llamada de Cthulhu Perrin sólo contribuyó en las ediciones segunda, tercera y cuarta, de 1983, 1986 y 1989 respectivamente).
A partir de 1985, tras abandonar Chaosium, Perrin empezó a trabajar para compañías de videojuegos como Interplay Productions, Maxis y Spectrum Holobyte, ocupándose de diseño de juegos, playtesting («prueba de juegos») y escribiendo manuales de videojuegos como Flight of the Intruder (1990), SimCity 2000 (1993) y Star Trek: Starfleet Academy (1997), por nombrar sólo unos pocos. También ha trabajado freelance para las mayores compañías de la industria del juego, como TSR, FASA, Hero Games, West End Games y Iron Crown Enterprises. En el año 2000 Perrin volvió sin embargo al sistema de juego de rol que había creado para RuneQuest. Tras haberlo simplificado (como Greg Stafford y Lynn Willis ya habían hecho con Basic Role-Playing en 1980) lo tituló Steve Perrin's Quest Rules («reglas de búsqueda de Steve Perrin», a menudo abreviado en SPQR) y lo modificó ligeramente en 2002. Desde entonces Perrin distribuye a título privado este sistema de juego genérico a partir de su sitio web personal. En 2003 Perrin contribuyó en la creación de criaturas imaginarias para Penumbra Fantasy Bestiary, un bestiario de criaturas fantásticas publicado por la editorial Atlas Games. En 2004 Perrin colaboró con Taldren, Inc. en la realización de Black 9 Ops, un acompañamiento en soporte de papel para el videojuego Black9, de la misma compañía, Taldren, pero al no conseguir publicarlo en Taldren Perrin decidió publicarlo en el dominio público, libre de derechos de autor.

## Vida personal
Steve Perrin estuvo casado con Luise Perenne, ilustradora de numerosos juegos de rol y suplementos de la editorial Chaosium (Perenne empezó su colaboración con Chaosium ilustrando las cubiertas y páginas internas de las dos primeras ediciones de RuneQuest, de 1978 y 1979 respectivamente). También es la ilustradora que ha firmado tanto la ilustración de cubierta como las ilustraciones internas de Steve Perrin's Quest Rules.

## Obras

### Juegos de rol
- RuneQuest (1978)
- Thieves' World (1981)
- Stormbringer (1981)
- La llamada de Cthulhu. El juego ha conocido siete ediciones desde 1981 pero éstas son aquellas en las que Perrin ha colaborado:
  - Segunda edición (1983)
  - Tercera edición (1986)
  - Cuarta edición (1989)
- Worlds of Wonder (1982)
- Superworld (1983)
- ElfQuest (1984)
- Robot Warriors (1986)
- Steve Perrin's Quest Rules (2000)

### Suplementos para juegos de rol
- Para Dungeons & Dragons:
  - The Perrin Conventions (1976)
  - All the Worlds' Monsters Vol. I[7] (1977)
  - All the Worlds' Monsters Vol. II[8] (1978)
  - All the Worlds' Monsters Vol. III[9] (1980)
- Para Reinos Olvidados (Forgotten Realms), escenario de campaña de Advanced Dungeons & Dragons:
  - Forgotten Realms 4: The Magister[10] (1988)
  - Forgotten Realms 5: Lords of Darkness[11] (1988)
  - Forgotten Realms 6: Dreams of the Red Wizards[12] (1988)
  - Forgotten Realms 7: Hall of Heroes[13] (1989)
- Para Planescape, escenario de campaña de Advanced Dungeons & Dragons:
  - Fires of Dis[14] (1995)
- Para Champions:
  - Voice of Doom[15] (1987)
- Para RuneQuest:
  - Balastor's Barracks[16] (1978)
  - Cults of Prax[17] (1979)
  - Griffin Mountain[18] (1981)
  - Trollpak[19] (1982)
  - Borderlands[20] (1982)
  - Monster Coliseum[21] (1985)
  - River of Cradles[22] (1992)
  - Cult Compendium (2002)
- para Thieves' World:
  - Thieves' World Companion (1986)
- Para Superworld:
  - Trouble for HAVOC (1984)
  - Companion to Superworld (1985)
- Para ElfQuest:
  - The Elfquest Companion (1985)
  - Écran et Additifs (1995, suplemento con pantalla para la edición francesa de ElfQuest, en colaboración con Fabrice Colin)
- Para Hawkmoon:
  - The Shattered Isle (1987)
- Para Robot Warriors:
  - Robot Gladiators (1988)

### Videojuegos
- Flight of the Intruder (1990)
- SimCity 2000 (1993)
- Star Trek: Starfleet Academy (1997)

## Traducciones al castellano
En los años 80 y 90 la hoy en día ya desaparecida editorial barcelonesa Joc Internacional tradujo al castellano y publicó tres juegos de rol en los que Perrin había colaborado como autor:
- La tercera edición de La llamada de Cthulhu[23] (traducida y publicada por Joc Internacional en septiembre de 1988)
- La tercera edición de RuneQuest[24] (traducida y publicada por Joc Internacional en octubre de 1988)
- La cuarta edición de Stormbringer[25] (traducida y publicada por Joc Internacional en noviembre de 1990)